# Crenomytilus grayanus
Crenomytilus grayanus ist die einzige Art der Gattung Crenomytilus innerhalb der Familie der Miesmuscheln (Mytilidae). Wie viele andere Muschelarten, die in relativ kalten Gewässern leben, wächst Crenomytilus grayanus sehr langsam und kann sehr alt werden. Es wurden Muscheln dieser Art mit einem Alter von über 126 Jahren gefunden.

## Merkmale
Das gleichklappige, mäßig bauchige Gehäuse ist im Umriss schief-eiförmig (mytiliform), und wird bis etwa 14 Zentimeter lang. Es ist stark ungleichseitig, die Wirbel sitzen nahe am Vorderende. Der Dorsalrand ist nur schwach gewölbt, der Ventralrand ist fast gerade bis leicht konkav gekrümmt. Der Wirbelbereich ist sehr eng gerundet und bildet einen „Haken“. Das Hinterende ist gut gerundet. Das Schloss weist in der rechten Klappe einen Zahn auf, in der linken Klappe eine entsprechende Grube. 
Das Ligament ist in eine Grube eingesenkt und sitzt auf einem kompakten länglichen Rücken; es ist vom Periostrakum bedeckt. Der innere Rand ist fein gekerbt. Der vordere Schließmuskel ist zwar klein, im Verhältnis zu anderen Arten jedoch kräftig ausgebildet. Der Rückziehmuskel ist länglich und sitzt hinter dem Wirbel. Der sehr große hintere Schließmuskel ist rundlich und mit dem Rückziehmuskel verbunden; dieser bildet quasi einen wurmförmigen Fortsatz. 
Die Schale ist dick und fest und wird mit zunehmendem Alter weiter von innen verstärkt. Die Ornamentierung besteht aus konzentrischen Anwachsstreifen und Wülsten. Das Periostrakum ist rötlich-braun, stark glänzend und blättert leicht ab.

## Ähnliche Arten
Die Art unterscheidet sich durch den gezähnelten Innenrand, den kompakten Rücken auf dem des Ligament sitzt und den vergleichsweise kräftigen vorderen Schließmuskel von den anderen Gattungen und Arten der Miesmuscheln (Mytilidae).

## Geographische Verbreitung, Lebensraum und Lebensweise
Crenomytilus grayanus kommt vom Ochotskischen Meer und den Kurilen bis Japan und den Liancourt-Felsen zwischen Südkorea und Japan vor. 
Die Muscheln leben subtidal im flachen Wasser und kommen oft in Massen vor, die in Büscheln auf ihrer Unterlage angeheftet sind. Sie bilden eine dominante Art mancher Biozönosen in diesen Gewässern.

## Taxonomie
Das Taxon wurde 1853 von Wilhelm Dunker in der Form Mytilus grayanus aufgestellt. Es ist die Typusart und auch einzige rezente Art der Gattung Crenomytilus Soot-Ryen, 1955. Die Gattung ist jedoch nicht monotypisch, Soot-Ryen listet nämlich noch vier fossile Arten auf, die zur Gattung Crenomytilus gehören. Die älteste Art, Crenomytilus mathewsoni (Gabb, 1866) stammt aus dem Oligozän.